# Ieshia Evans
Pressefoto von Ieshia Evans während der Demonstration am 9. Juli 2016 in Baton Rouge

Fotograf: Jonathan Bachman/Reuters

Link zum Foto

(Bitte Urheberrechte beachten)
Ieshia Evans ist eine Krankenschwester, die durch ein Pressefoto von ihrem couragierten Auftreten bei einer Demonstration am 9.  Juli 2016 in Baton Rouge gegen Gewalt von Polizisten zunächst USA-weit, dann auch weltweit Beachtung gefunden hat.
Einige Tage später erklärte die damals 28-Jährige ihr schweigendes Stehenbleiben vor dieser Polizeikette und ihre Haltung gegenüber den Polizisten so:
„Ich bin menschlich. Ich bin eine Frau. Ich bin eine Mutter. Ich bin eine Krankenschwester. Ich könnte deine Krankenschwester sein. Ich könnte mich um dich kümmern.“
Und weiter:
„Unsere Kinder könnten Freunde sein. Wir bedeuten alle etwas. Wir müssen nicht darum betteln, etwas zu bedeuten.“
Sie bezieht sich dabei auf die seit 2013 in den USA benutzte Parole Black Lives Matter. Sie wurde unmittelbar nach der Aufnahme festgenommen und erst am Abend des folgenden Tages wieder auf freien Fuß gesetzt. Der Fotograf Jonathan Bachman (von Reuters) über die Situation bei der Festnahme: „Es ging alles ganz schnell, aber mir war klar, dass sie sich nicht vom Fleck bewegen würde“, sagte Bachman. Er fotografierte mehrmals direkt nacheinander. „Es war nicht besonders gewalttätig. Sie hat nichts gesagt. Sie hat sich nicht widersetzt und die Polizei hat sie nicht weggezerrt.“ Es habe etwa 30 Sekunden gedauert, bis Evans weggebracht worden sei.
Das Foto zeigt sie mit beiden Füßen auf einer Straße vor einer Polizeikette stehend. Die Arme hat sie nicht erhoben, sondern vor dem Unterleib gekreuzt. Sie trägt ein fast bodenlanges leichtes Kleid, Brille und Schmuck. Im Hintergrund stehen an einer Grünanlage etwa zwanzig Zuschauer. Der Kontrast zu den Polizisten ist stark ausgeprägt. Die Polizisten tragen eine martialisch wirkende Anti-Riot-Ausrüstung mit Helmen und Gesichtsschutz. Die Polizeikette scheint sich über die gesamte Straßenbreite auf die Demonstrantin zuzubewegen (das erschließt sich nur bei Betrachten der Bilderfolge). Zwei Beamte bewegen sich auf Frau Evans zu.

## Weitere Rezeption, insbesondere in Deutschland
Im Juli 2016 druckten zahlreiche Zeitungen die Aufnahme, zum Teil ohne Namensnennung, mit Ortsangabe
- Das Magazin Der Spiegel berichtete unter der Schlagzeile Es herrschte Stille ausführlich.[1]
- Im Jahresrückblick auf die besten Fotos des Jahres 2016 zeigte die New York Times erneut die Aufnahme („The Year in Pictures for 2016“)[2]
- In ihrer ersten Ausgabe von Die Zeit im Januar 2017 ist das Foto Titelbild und seine Geschichte auf Seite 56 Teil einer Artikelreihe über aktuelle Vorbilder in der Öffentlichkeit: Superwoman[3]
- Der Fotograf erhielt für sein Foto 2017 eine Nominierung für den Pulitzer-Preis[4]